# أركانون (أوهايو)
أركانون (بالإنجليزية: Arcanum, Ohio)‏ هي منطقة سكنية تقع في الولايات المتحدة في مقاطعة دارك. يقدر عدد سكانها بـ 2,129 نسمة ومساحتها 3.37 كم2 وترتفع عن سطح البحر 320 متر.

## التركيبة السكانية
قام مكتب تعداد الولايات المتحدة بتحديد بيانات التركيبة السكانية لأركانون في تعداد الولايات المتحدة. في ما يلي، التركيبة السكانية حسب تعدادي 2000 و2010.

### تعداد عام 2000
بلغ عدد سكان أركانون 2,076 نسمة بحسب تعداد عام 2000، وبلغ عدد الأسر 853 أسرة وعدد العائلات 603 عائلة مقيمة في القرية. في حين سجلت الكثافة السكانية 1,789.8 نسمة لكل ميل مربع (691.0/كم2). وبلغ عدد الوحدات السكنية 891 وحدة بمتوسط كثافة قدره 768.2 نسمة لكل ميل مربع (296.6/كم2).
وتوزع التركيب العرقي للقرية بنسبة 98.75% من البيض و 0.05% من الأمريكيين الأصليين و 0.19% من الأمريكيين ذوي الأصول الآسيوية و 1.01% من عرقين مختلطين أو أكثر.
بلغ عدد الأسر 853 أسرة كانت نسبة 34.0% منها لديها أطفال تحت سن الثامنة عشر تعيش معهم، وبلغت نسبة الأزواج القاطنين مع بعضهم البعض 58.9% من أصل المجموع الكلي للأسر، ونسبة 9.3% من الأسر كان لديها معيلات من الإناث دون وجود شريك، وكانت نسبة 29.3% من غير العائلات.
بلغ العمر الوسطي للسكان 35 عاماً. وكانت نسبة 26.4% من القاطنين تحت سن الثامنة عشر، وكانت نسبة 8.2% بين الثامنة عشر والأربعة وعشرون عاماً، ونسبة 28.1% كانت واقعةً في الفئة العمرية ما بين الخامسة والعشرون حتى والأربعة وأربعون عاماً، ونسبة 19.8% كانت ما بين الخامسة والأربعون حتى الرابعة والستون، ونسبة 17.4% كانت ضمن فئة الخامسة والستون عاماً فما فوق. يوجد لكل 100 أنثى 89.8 ذكر، ويوجد لكل 100 أنثى في الثامنة عشر من عمرها فما فوق 84.3 ذكر.
بلغ متوسط دخل الأسرة في القرية 42,649 دولار، أما متوسط دخل العائلة فبلغ 51,429 دولار. وكان متوسط دخل الذكور 36,850 دولار مقابل 21,597 دولار للإناث. وسجل دخل الفرد الخاص بالقرية 19,597 دولار. وكانت نسبة 2.5% من العائلات ونسبة 3.5% من السكان تحت خط الفقر، وكان من هؤلاء نسبة 2.0% تحت سن الثامنة عشر ونسبة 5.9% في الخامسة والستين من العمر وما فوق.

### تعداد عام 2010
بلغ عدد سكان أركانون 2,129 نسمة بحسب تعداد عام 2010، وبلغ عدد الأسر 888 أسرة وعدد العائلات 608 عائلة مقيمة في القرية. في حين سجلت الكثافة السكانية 1,637.7 نسمة لكل ميل مربع (632.3/كم2). وبلغ عدد الوحدات السكنية 980 وحدة بمتوسط كثافة قدره 753.8 لكل ميل مربع (291.0/كم2).
وتوزع التركيب العرقي للقرية بنسبة 98.8% من البيض و 0.2% من الأمريكيين ذوي الأصول الآسيوية و 0.1% من الأمريكيين الأفارقة و 0.7% من عرقين مختلطين أو أكثر.
بلغ عدد الأسر 888 أسرة كانت نسبة 35.8% منها لديها أطفال تحت سن الثامنة عشر تعيش معهم، وبلغت نسبة الأزواج القاطنين مع بعضهم البعض 53.5% من أصل المجموع الكلي للأسر، ونسبة 11.5% من الأسر كان لديها معيلات من الإناث دون وجود شريك، بينما كانت نسبة 3.5% من الأسر لديها معيلون من الذكور دون وجود شريكة وكانت نسبة 31.5% من غير العائلات.
بلغ العمر الوسطي للسكان 37.4 عاماً. وكانت نسبة 26.5% من القاطنين تحت سن الثامنة عشر، وكانت نسبة 7.4% بين الثامنة عشر والأربعة وعشرون عاماً، ونسبة 26.7% كانت واقعةً في الفئة العمرية ما بين الخامسة والعشرون حتى والأربعة وأربعون عاماً، ونسبة 22.6% كانت ما بين الخامسة والأربعون حتى الرابعة والستون، ونسبة 17.1% كانت ضمن فئة الخامسة والستون عاماً فما فوق. وتوزع التركيب الجنسي للسكان بنسبة 47.3% ذكور و52.7% إناث.